# Грищук, Леонид Степанович
Леонид Степанович Грищук (1906 — 22 мая 1960, Киев) — украинский советский партийный и военный деятель. Член ВКП(б) с 1930 года.

## Биография
Украинец. Родился в крестьянской семье в Киевской губернии.
В начале 1920-х гг трудился на сельскохозяйственных работах. С 1925 работал слесарем на бакинских нефтепромыслах, затем — на текстильных предприятиях г. Киева.
В 1930 был принят в партию и назначен председателем коммуны «Большевик» в с. Шпитьки (теперь Киево-Святошинского района Киевской области).
В 1931—1933 гг. — заместитель директора трикотажной фабрики «Укрфизкультвоенспорта», затем председатель правления предприятия, и заместитель директора суконной фабрики «Промткач» г. Киева.
В 1933—1936 работал на Дальнем Востоке в штабе 2-й бригады Центрального управления дорожного строительства при СНК СССР (Цудортранса) (г. Хабаровск). Затем — секретарем Военного трибунала Военно-Морских Сил Тихого океана во Владивостоке.
В 1937—1939 гг. был председателем районного военного комиссариата (РВК) Киевского сельского района, потом первым секретарем Киевского сельского райкома КП(б)У.
После присоединения Западной Украины к УССР, постановлением Политического бюро ЦК КП(б) Украины (№ 860-оп) 27 ноября 1939 Л. С. Грищук был избран 1 секретарем Львовского областного комитета КП(б) Украины. Таким образом, стал первым в советский период областным руководителем львовских коммунистов. Был избран депутатом Народного Собрания Западной Украины от Тернополя, член Президиума. С 17 мая 1940 по 25 января 1949 — избирался членом ЦК КП(б) Украины. Находился на посту 1 секретаря Львовского обкома КП(б) Украины до начала Великой Отечественной войны. Активно проводил в жизнь решения ВКП(б) и, в частности, по проведению массовых депортаций населения с территории Западной Украины, в первую очередь, семей осадников и лесной стражи.
В телеграмме И.Сталина от 3 июля 1940 г. секретарю Львовского обкома Грищуку (копия секретарям ЦК компартии Украины Хрущёву и Бурмистенко) сообщалось: 

«До ЦК ВКП(б) дошли сведения, что органы власти во Львове допускают перегибы в отношении польского населения, не оказывают помощи польским беженцам, стесняют польский язык, не принимают поляков на работу, ввиду чего поляки вынуждены выдавать себя за украинцев и тому подобное. Особенно неправильно ведут себя органы милиции. ЦК ВКП(б) предлагает вам за вашей личной ответственностью незамедлительно ликвидировать эти и подобные им перегибы и принять меры к установлению братских отношений между украинскими и польскими трудящимися. Советую вам созвать небольшое совещание из лучших польских людей , узнать у них о жалобах на перегибы, записать эти жалобы и потом учесть их при выработке мер улучшения отношений с поляками»
20 февраля 1941 был избран членом Центральной Ревизионной Комиссии ЦК ВКП(б) (постановление XVIII-й конференции ВКП(б) от 15 — 20 февраля 1941 г). Находился в её составе до 5 октября 1952 г.
Участник Великой Отечественной войны. С конце июня 1941 - в рядах Красной Армии. С начала июля 1941 г. — член военного совета 6 армии, которая в составе Юго-Западного фронта сражалась на львовском направлении на рубеже Крыстынополь, Грабовец, а с 25 июля 1941 в составе Южного фронта с боями в июле — августе 1941 года отступала, сдерживая немецкие войска.
2 августа 1941 года во время Сражения под Уманью вместе с частями 12-й армии член военного совета Л. С. Грищук попал в окружение. Он уничтожил партийный билет и, будучи в гражданской одежде, вышел из окружения, добрался до Киева и проживал на оккупированной территории до июля 1942 г. по документам, полученным от оккупационных властей на имя Филиппа Филипповича Пулинца. Позже уехал из города на жительство в Тетиевский район Киевской области, также оккупированный немцами. Устроился на работу сторожем, экспедитором Кашперовского сахарного завода.
После освобождения Киева от фашистов, с 13 ноября 1943 по 1944 г. находился в партизанском отряде.
Вернувшись в Киев, с 1 мая 1944 г работал директором швейной фабрики детской одежды, затем в строительном тресте Киевского Совнархоза.
Впоследствии в конце 1952 г. был исключен из ВКП(б), как человек, уничтоживший свой партбилет и находившийся на оккупированной фашистами территории.
1.С. Г. Филиппов.ДЕЯТЕЛЬНОСТЬ ОРГАНОВ ВКП(б) В ЗАПАДНЫХ ОБЛАСТЯХ УКРАИНЫ И БЕЛОРУССИИ в 1939—1941 гг.